# Dave Rijkaard
Dave Rijkaard (10 november 1987) is een Nederlands voetballer die als aanvaller voor FC Omniworld speelde. Hij is een neef van Frank Rijkaard.

## Carrière
Dave Rijkaard maakte zijn debuut voor FC Omniworld in de Eerste divisie op 28 november 2008, in de met 1-1 gelijkgespeelde uitwedstrijd tegen FC Eindhoven. Hij kwam in de 85e minuut in het veld voor Paul Mulders.

### Statistieken
| Seizoen                      | Club           | Land           | Competitie     | Competitie | Competitie | Beker | Beker | Totaal | Totaal |
| Seizoen                      | Club           | Land           | Competitie     | Wed.       | Dlp.       | Wed.  | Dlp.  | Wed.   | Dlp.   |
| ---------------------------- | -------------- | -------------- | -------------- | ---------- | ---------- | ----- | ----- | ------ | ------ |
| 2008/09                      | FC Omniworld   | Nederland      | Eerste divisie | 1          | 0          | 0     | 0     | 1      | 0      |
| Carrièretotaal               | Carrièretotaal | Carrièretotaal | Carrièretotaal | 1          | 0          | 0     | 0     | 1      | 0      |
| Bijgewerkt op 4 januari 2017 |                |                |                |            |            |       |       |        |        |